# بارونگا
بارونگا (به انگلیسی: Barunga) شهرکی واقع در ایالت قلمرو شمالی در استرالیاست.